# Čelechovice na Hané
Čelechovice na Hané är en ort i Tjeckien.   Den ligger i regionen Olomouc, i den östra delen av landet, 200 km öster om huvudstaden Prag. Čelechovice na Hané ligger 239 meter över havet och antalet invånare är 1 220.
Terrängen runt Čelechovice na Hané är lite kuperad, och sluttar österut.Runt Čelechovice na Hané är det tätbefolkat, med 411 invånare per kvadratkilometer. Närmaste större samhälle är Prostějov, 5,1 km söder om Čelechovice na Hané. Runt Čelechovice na Hané är det i huvudsak tätbebyggt.